# Jürgen Zimmerer
Jürgen Zimmerer (né le 14 avril 1965 à Wörth an der Donau ) est un historien et africaniste allemand. Il est professeur d'histoire africaine à l'Université de Hambourg depuis 2010 et dirige le Centre de recherche sur le patrimoine (post-)colonial de Hambourg depuis 2014. Jürgen Zimmerer est l'un des principaux partisans de la thèse dite de la continuité, selon laquelle il existe une continuité entre les crimes coloniaux du Reich allemand dans le Sud-Ouest africain et l'Holocauste.

## Biographie
Jürgen Zimmerer étudie l'histoire, les sciences politiques et l'allemand aux universités de Ratisbonne, Oxford et Fribourg-en-Brisgau. Il  a notamment suivi les enseignements de Leslie Mitchell, Hartmut Pogge von Strandmann, Judith M. Brown et Terence Osborn Ranger,. Il obtient un master en histoire moderne à l'Université d'Oxford en 1991 et son doctorat à Fribourg-en-Brisgau en 2000 avec une thèse dirigée par Wolfgang Reinhard et Christoph Marx sur la domination coloniale allemande en Namibie.
Zimmerer enseigne l'histoire africaine à l'Université de Kiel de 2001 à 2002 puis effectue un post-doctorat à l'Université de Coimbra de 2002 à 2004. En 2004 et 2005, il est chercheur associé à l'Université de Duisbourg-Essen, et de 2005 à 2010, chargé de cours puis maître de conférences en histoire mondiale à l'Université de Sheffield. En 2007, il fonde le Sheffield Centre for the Study of Genocide and Mass Violence, le premier du genre en Grande-Bretagne. En 2010, il refuse une offre de chaire à l'Université du Minnesota combinée avec la direction du Center for Holocaust and Genocide Studies pour enseigner l'histoire mondiale axée sur l'Afrique à l'Université de Hambourg en tant que successeur d'Andreas Eckert (de).
En 2014, il fonde et dirige le Forschungsstelle Hamburgs (post-)koloniales Erbe (Centre de recherche sur le patrimoine (post-)colonial de Hambourg). Il est membre du Conseil pour les migrations, de l'Union des historiens allemands, de la Société américaine d'histoire, de l’Association des africanistes en Allemagne, du Groupe de travail sur l'histoire militaire et de la Forschungsstiftung für Vergleichende Europäische Überseegeschichte (Fondation de recherche pour l'histoire comparée de l'Europe d'outre-mer).
Zimmerer est cofondateur du réseau de recherche International Network of Genocide Scholars et en a été le président fondateur de 2005 à 2017. De 2005 à 2011, il a été rédacteur en chef du Journal of Genocide Research.
Jürgen Zimmerer est marié et a deux filles.

## Axes de recherche
Ses travaux portent sur l’histoire du colonialisme, le postcolonialisme, les études comparatives sur le génocide, l’histoire de la Shoah, la guerre froide et l’histoire du Portugal et du monde lusophone.
Les travaux de Zimmerer ont débuté avec sa thèse de 2000 visant à combler le manque d'études de la « politique indigène » appliquée à la Namibie pendant la domination allemande de 1905 à 1914,. À partir d'archives de l'Office colonial du Reich ou du Bureau central du gouvernement impérial à Windhoek,  Zimmerer reconstitue l'historique des « règlements indigènes » émis à partir de 1907, comparant les textes à leur application. Selon Zimmerer, l’objectif de ces mesures était d’établir une « société raciale de privilèges » dans laquelle les différents statuts juridiques étaient de plus en plus fondés sur des motifs biologiques et ethniques. L'ouvrage a été publié en traduction anglaise en 2021.
En 2004, à l'occasion du centenaire de la guerre contre les Herero et les Nama dans le Sud-Ouest africain allemand (aujourd’hui la Namibie), Zimmerer et Joachim Zeller publient l'anthologie Völkermord in Deutsch-Südwestafrika (Génocide dans le Sud-Ouest africain allemand) .
En 2011, douze articles publiés entre 2001 et 2009 sur le lien entre colonialisme, nazisme et les génocides allemands sont réunis dans Von Windhuk nach Auschwitz? (De Windhoek à Auschwitz?),. L'ouvrage est traduit en anglais en 2024 accompagné d'une introduction sur les débats suscités en Allemagne par le sujet.
En 2013, il dirige l'ouvrage collectif Kein Platz an der Sonne. Erinnerungsorte der deutschen Kolonialgeschichte réunissant 32 essais sur les lieux de mémoire liés à la colonisation allemande. L'ouvrage entendait compléter  Lieux de mémoire allemands publié en 2001 sous la direction de Étienne François et Hagen Schulze sur le modèle des lieux de mémoire de Pierre Nora,. Zimmerer considérait que l'histoire coloniale y avait été oubliée et son approche entendait s'étendre au-delà de la période de domination coloniale directe pour « explorer la place historique du colonialisme dans l’histoire allemande ». 

### Thèse de la continuité du colonialisme au national-socialisme
Avec A. Dirk Moses (en), Zimmerer est l’un des principaux partisans de la thèse d'une continuité du colonialisme au national-socialisme dans la lignée d'Hannah Arendt et Aimé Césaire qui avaient déjà souligné dans les années 1950 d’éventuelles références et liens entre le colonialisme, l’impérialisme et la Shoah.
Il met en avant dans ses travaux des similitudes entre les deux régimes introduisant le passé colonial de l'Allemagne dans le discours académique et politique,.
Pour Zimmerer, les pratiques des dirigeants coloniaux ont été reprises et perfectionnés par les nationaux-socialistes et si « les crimes des nationaux-socialistes ne peuvent pas être attribués de manière monocausale à la tradition du colonialisme européen », cette dernière en est une « source importante d’idées ». La répression du soulèvement des Hereros aurait ainsi été le premier génocide allemand du XXe siècle, traçant une ligne de violence génocidaire de « Windhoek à Auschwitz »,,. La campagne contre les Herero et plus tard les Nama aurait été à bien des égards « paradigmatique de la guerre d’anéantissement national-socialiste » et la Shoah n’aurait « probablement pas été possible », sans le précédent colonial brisant un tabou et montrant « le potentiel génocidaire déjà présent dans certaines parties de l’establishment bureaucratique et militaire ». Le cas namibien représenterait aussi une étape intermédiaire concernant le rôle de l'État entre les massacres coloniaux dans des espaces sans administration tels qu'à la frontière nord-américaine ou en Australie et la Shoah menée par un État centralisé. 
Les thèses de Zimmerer ont néanmoins fait débat notamment pour le choix de la Namibie comme point de départ jugé trop germano-centré par rapport à l'histoire de la colonisation, d'une comparaison avec la conquête de territoires à l'Est et Shoah qui manquerait des différences majeures et un lien direct entre les deux périodes qui serait mal étayé.
Robert Gerwarth et Stephan Malinowski (de) font ainsi remarquer que l'expérience coloniale n'était pas particulière à l'Allemagne et que pourtant seule celle-ci avait organisé la Shoah ce qui impliquait une causalité spécifique. Il y avait d'autre part un hiatus générationnel entre les acteurs de la colonisation et le nazisme mettant en question l'idée d'une continuité,,. Pour l'historien Pascal Grosse, ce n'est pas la continuité mais la fin brutale du colonialisme allemand avec le traité de Versailles qui marque une particularité allemande expliquant la réorientation des ambitions territoriales vers l'Est de l'Europe,.
Pour Birthe Kundrus (de), les violences fascistes et coloniales présentent des différences évidentes en dépit de similitudes superficielles et la rhétorique coloniale accompagnant le nazisme ne signifiait pas une réelle politique coloniale,. En comparant les interdictions de « mariages mixtes » dans les colonies allemandes avec les lois de Nuremberg, elle note aussi des différence entre le fond racial général et l'antisémitisme européen particulier s'appliquant aux secondes.
Pour Steffen Klävers (de), la thèse manquerait le caractère central de l'antisémitisme dans l'idéologie nazie qui le distingue du racisme colonial,.
Zimmerer a répondu aux critiques en considérant qu'on avait simplifié ses thèses et qu'il parlait d'une « tradition de guerre d’extermination » liant colonialisme et nazisme sans que ça n'implique qu'il n'ait pas d'autres facteurs en jeu tels que l’antisémitisme, l’antibolchevisme ou l’antislavisme.

## Participations au débat public
Jürgen Zimmerer est dès 2015 un des critiques du Forum Humboldt de Berlin où il voit une faillite de la mémoire de l'histoire coloniale allemande. En 2017, il parle d' « amnésie coloniale » et appelle à la création d'un centre de mémoire et de recherche pour lequel Hambourg, en tant que métropole coloniale allemande, serait particulièrement adaptée. En 2018, il réitère son appel dans le New York Times.
Lors de la conférence annuelle 2015 de l' Association des musées allemands à Essen, il contribue à la discussion sur l'art colonial pillé et la recherche de provenance en demandant que la charge de la preuve soit inversée, qu'il soit jugé  que les acquisitions étaient par défaut illégales en raison du déséquilibre extrême des pouvoirs en contexte colonial.  Zimmerer était également membre du groupe d’experts de l’Association des musées allemands, qui a élaboré un guide à l'attention des musées allemands pour le traitement des collections issues de contextes coloniaux en 2018/19.
Dans le débat sur Karl May, auteur de Winnetou, déclenché par le retrait de deux livres pour enfants aux éditions Ravensburger, Zimmerer estime en 2022 que ses histoires étaient « profondément coloniales et racistes » mais que plutôt que de les interdire, il faudrait en faire un examen critique à l'école.
En tant que chercheurs de référence sur le génocide, Zimmerer s'est engagé dans la prospective sur la relation entre le changement climatique, la violence collective et le génocide. Il préconise de prendre au sérieux ce qu'il nomme la « violence environnementale » avec le changement des milieux et la pénurie de ressources comme catalyseurs de violence et considère en 2021 que ces évolutions favoriseraient des cas de génocide. Dans ce contexte, il a été directeur de recherche au sein du pôle d’excellence « Analyse et prévision intégrées des systèmes climatiques » (CliSAP).
En 2023, face aux scores de l'AfD et l'augmentation des violences racistes et antisémites, Zimmerer considère que la politique mémorielle en Allemagne a partiellement échouée en se limitant à l'ère nazi et la Shoah avec par exemple des remises en question du droit d'asile ou des conventions sur les réfugiés.

## Publications (sélection)
Ouvrages
- Von Windhuk nach Auschwitz? Beiträge zum Verhältnis von Kolonialismus und Holocaust (= Periplus-Studien. Bd. 15). LIT Verlag, Münster 2011,  (ISBN 978-3-8258-9055-1) .
  - Édition en anglais : From Windhoek to Auschwitz? Réflexions sur la relation entre le colonialisme et le national-socialisme. De Gruyter, Berlin/Boston 2024,  (ISBN 978-3-11-075420-9) ( en ligne ).
- Deutsche Herrschaft über Afrikaner. Staatlicher Machtanspruch und Wirklichkeit im kolonialen Namibia (= Europa – Übersee, Historische Studien. Bd. 10). Lit, Hamburg 2001,  (ISBN 3-8258-5047-1) (Aussi : Freiburg (Breisgau), Universität, Dissertation, 2000)
  - édition en anglais : (en) Jürgen Zimmerer, German Rule, African Subjects: State Aspirations and the Reality of Power in Colonial Namibia, Berghahn Books, 2025 (1re éd. 2021), 440 p. (ISBN 978-1-83695-052-3, JSTOR j.ctv1tbhqt3)

Ouvrages collectifs
- avec Kim Sebastian Todzi : Hamburg: Tor zur kolonialen Welt. Erinnerungsorte der (post-)kolonialen Globalisierung. Wallstein Verlag, Göttingen 2021,  (ISBN 978-3-8353-5018-2) .
- Kein Platz an der Sonne. Erinnerungsorte der deutschen Kolonialgeschichte. Campus-Verlag, Frankfurt am Main u. a. 2013,  (ISBN 978-3-593-39811-2) .
- avec Joachim Zeller : Völkermord in Deutsch-Südwestafrika. Der Kolonialkrieg (1904–1908) in Namibia und seine Folgen (= Schlaglichter der Kolonialgeschichte. Bd. 2). 2. Auflage. Links, Berlin 2004,  (ISBN 3-86153-303-0) .
- Climate Change, environmental violence and genocide. Routledge, Taylor & Francis Group, London u. a, 2015,  (ISBN 978-1-138-05889-7) .
- avec Dominik J. Schaller : The Origins of Genocide. Raphael Lemkin as a historian of mass violence. Routledge, London 2009,  (ISBN 0-415-48026-4) .
- avec Michael Perraudin, Katy Heady : German Colonialism and National Identity (= Routledge Studies in Modern European History. Bd. 14). Routledge, Taylor & Francis Group, New York u. a. 2011,  (ISBN 978-1-138-86808-3) .
- Erinnerungskämpfe. Neues deutsches Geschichtsbewusstsein. Reclam, Ditzingen 2023, Ditzingen 2023,  (ISBN 978-3-15-011454-4) .

## Liens Web
- Notice dans un dictionnaire ou une encyclopédie généraliste :   - Deutsche Biographie
- Notices d'autorité :   - VIAF
  - ISNI
  - BnF (données)
  - IdRef
  - LCCN
  - GND
  - Pays-Bas
  - Israël
  - NUKAT
  - Catalogne
  - Norvège
  - Tchéquie
  - WorldCat
- (de) « Jürgen Zimmerer », sur uni-hamburg.de - université d'Hambourg (consulté le 28 mai 2025)
- (de) « Forschungsstelle Hamburgs (post-)koloniales Erbe », sur uni-hamburg.de - université d'Hambourg (consulté le 28 mai 2025)